# Синдром нерасчёсываемых волос
Синдром нерасчёсываемых волос (англ. Uncombable hair syndrome), также стекловидные волосы — редкая структурная аномалия волос, выражающаяся в изменении формы сечения волоса на голове и вызывающая, как следствие, невозможность расчесать и уложить торчащие волосы.
Человек с таким синдромом имеет нормальное количество волос. Они обычно сухие и блестящие, но не ломкие; серебристо-русого или соломенного цвета. Такие волосы создают большой объём и не могут сформировать гладкую причёску; однако позволяют собрать их в пучок или заплести косу.
Волос на голове человека с синдромом имеет в сечении не обычную круглую или слегка овальную форму, а содержит от одной до трёх продольных борозд, получая форму сердца, восьмёрки или треугольника. В связи с этим волос становится жёстким и мелко вьющимся. Для того, чтобы это стало заметным, не менее половины волос должны быть затронуты этой аномалией. Изменение структуры волоса хорошо видно под электронным микроскопом.
Синдром вызывается мутацией в одном из генов, отвечающих за создание белков, формирующих стержень волоса, — PADI3, TGM или TCHH3. Такие мутации могут передаваться по наследству как аутосомно-доминантный признак с изменчивой пенетрантностью.
Аномалия развивается обычно в грудном возрасте; у части людей пропадает в период полового созревания, другие же живут с синдромом всю жизнь. В научной литературе описано не менее ста случаев синдрома нерасчёсываемых волос. Предполагается, что таких людей гораздо больше: не всякие родители посчитают нужным идти к врачу из-за причёски ребёнка.
Аномалии структуры волос могут также сопутствовать ряду генетических заболеваний, например эктро- или синдактилии, заячьей губе. В то же время синдром нерасчёсываемых волос как таковой неопасен и не связан с какими-либо физическими, неврологическими или психическими нарушениями.
Впервые о случае подобной аномалии сообщили в 1912 году А. Ф. Ле Дабл и Ф. Хуссей. Он был описан в 1973 году А. Дюпре, П. Рочиччоли и Дж. Л. Бонафе, которые назвали его «прямыми волосами». Термин «синдром нерасчёсываемых волос» был введён в оборот в начале восьмидесятых годов XX века.